# Architecture des moteurs à pistons
Pour des articles plus généraux, voir Architecture (homonymie), Moteur (homonymie) et Piston.
L'architecture des moteurs à pistons définit, entre autres, la position des cylindres. Il peut s'agir de moteurs à explosion, de moteurs hydrauliques ou de compresseurs mécaniques

## Architecture monocylindre
Lorsqu'un moteur ne comporte qu'un seul piston et un seul cylindre, il est qualifié de monocylindre. Cette architecture apparaît dès les premières réalisations  de moteurs à pistons avec mouvement alternatif : ainsi, au XVIIIe siècle, des machines à vapeur, comme la machine de Watt, sont à un seul cylindre. Et, au XIXe siècle, les premiers moteurs industrialisés sont également monocylindres comme celui à deux temps d'Étienne Lenoir (1860), le moteur à gaz Daimler (1883) ou encore celui de De Dion Bouton (1896).
Cette architecture présente comme avantage principal d'être simple à réaliser, quelle que soit par ailleurs la nature du moteur : à vapeur, à explosion, deux ou quatre temps, etc. C'est pourquoi la quasi-totalité des premiers véhicules motorisés terrestres en ont été équipés.
Ainsi, par exemple, au tout début du XXe siècle, les motocyclettes produites en série par les marques européennes comme américaines sont quasiment toutes des monocylindres : Peugeot Motobicyclette (1901), Royal Enfield à moteur Minerva (1902) et son équivalent chez Triumph (1902), Indian Single (1901), Harley-Davidson The One (1903), etc.
Mais l'architecture monocylindre comporte aussi des inconvénients, notamment  lorsqu'on souhaite augmenter la puissance, la cylindrée ou la vitesse de fonctionnement du moteur.
Les constructeurs automobiles se tournent donc rapidement vers des moteurs à plusieurs cylindres, comme Panhard-Levassor dont le modèle Type A utilise dès 1890 un moteur Daimler bicylindre en V.

En revanche, les moteurs monocylindres ont été utilisés sans interruption jusqu'à nos jours, aux côtés des multicylindres, par les fabricants de deux roues motorisés. Ils ont eu des cylindrées de 50 à 800 cm3, et ont été disposés de différentes façons : verticalement, inclinés ou même horizontalement. Ils équipent encore la quasi-totalité des cyclomoteurs, ainsi qu'une grande partie des scooters et motos de faible cylindrée,. Ils équipent aussi certains moteurs hors-bord ainsi que d'autres machines thermiques de puissance modérée, comme des tondeuses, débroussailleuses, souffleurs de feuilles, etc.

Monocylindres précurseurs
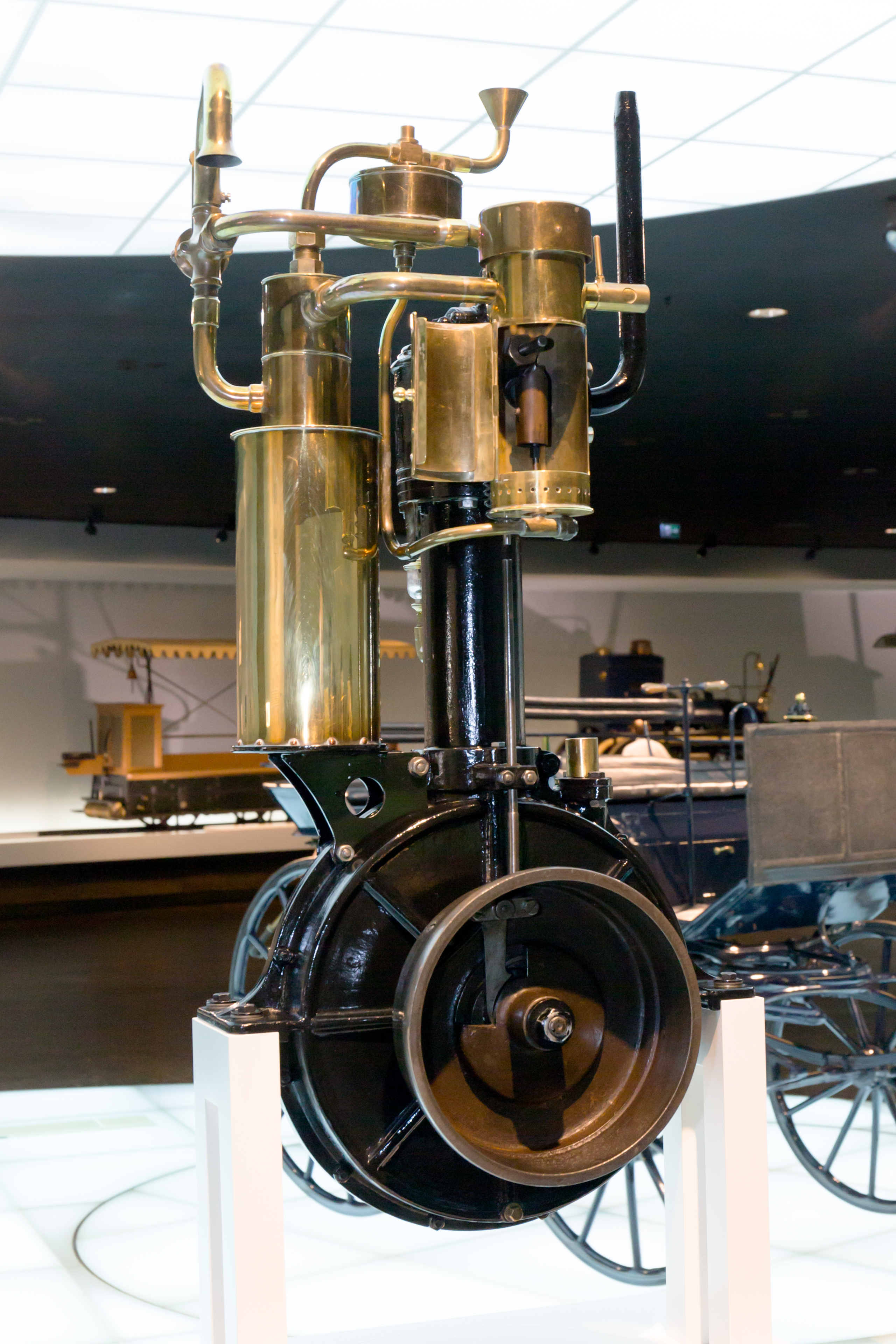
Moteur Daimler (1886).
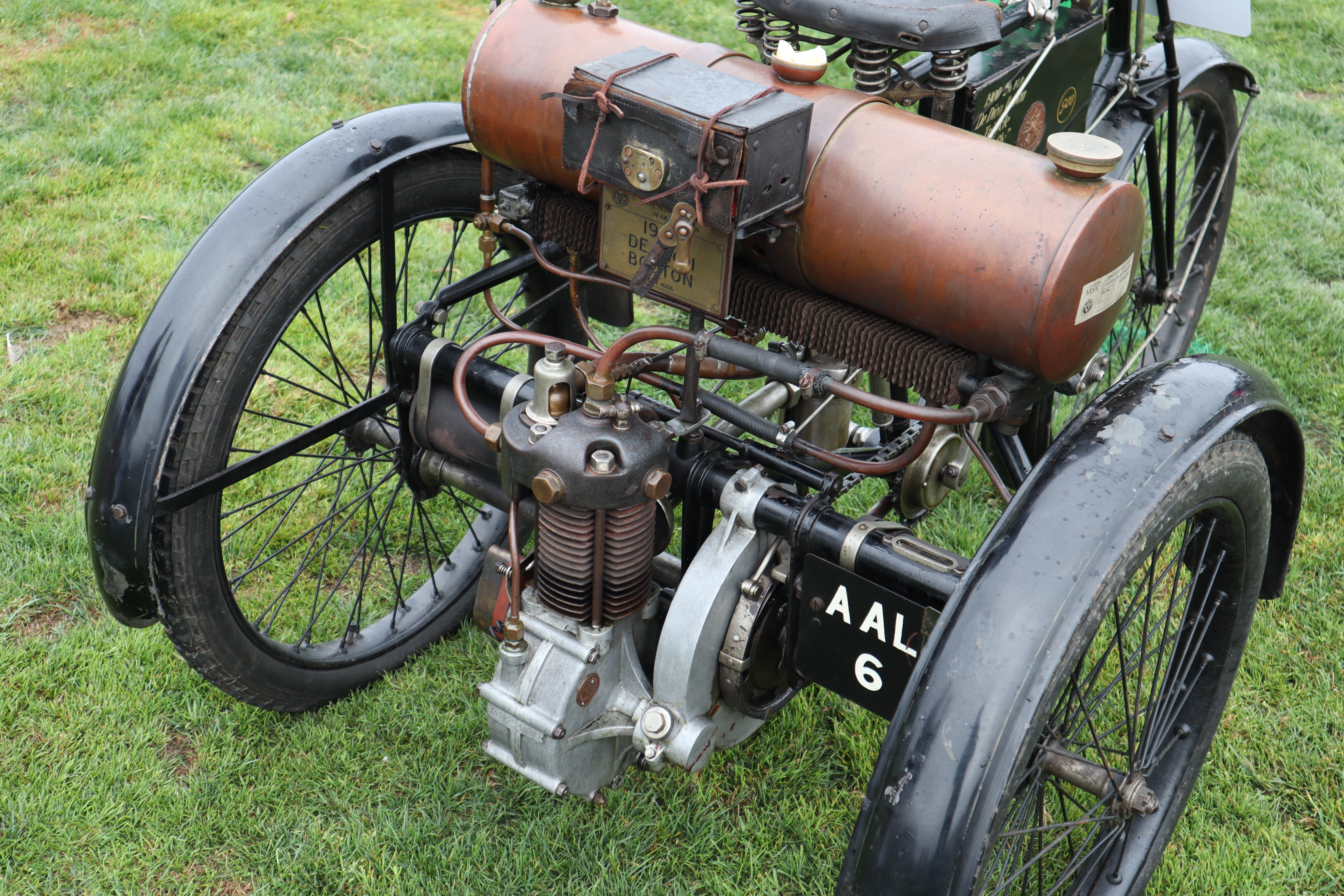
Moteur De Dion Bouton (1900).
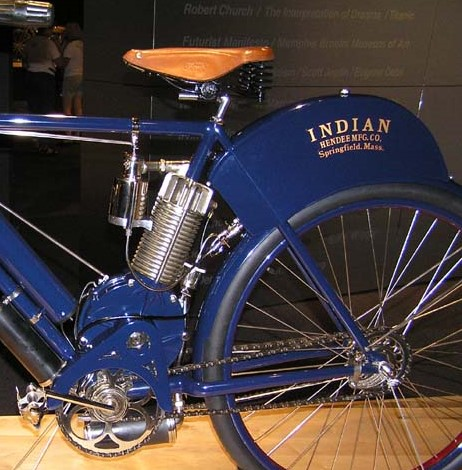
Indian Single (1902).

Différentes implémentations
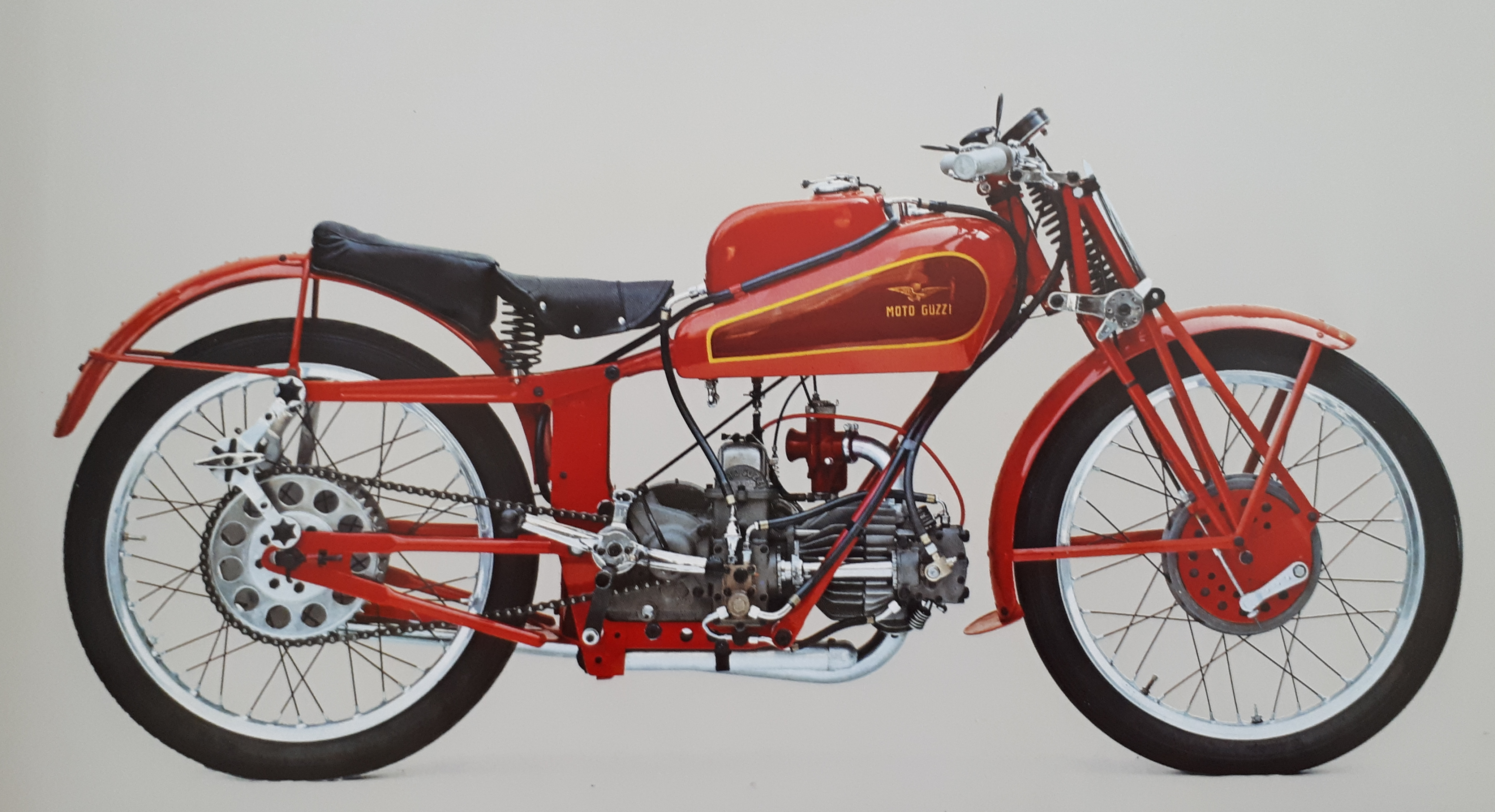
Monocylindre horizontal sur Moto Guzzi Albatros (1945).
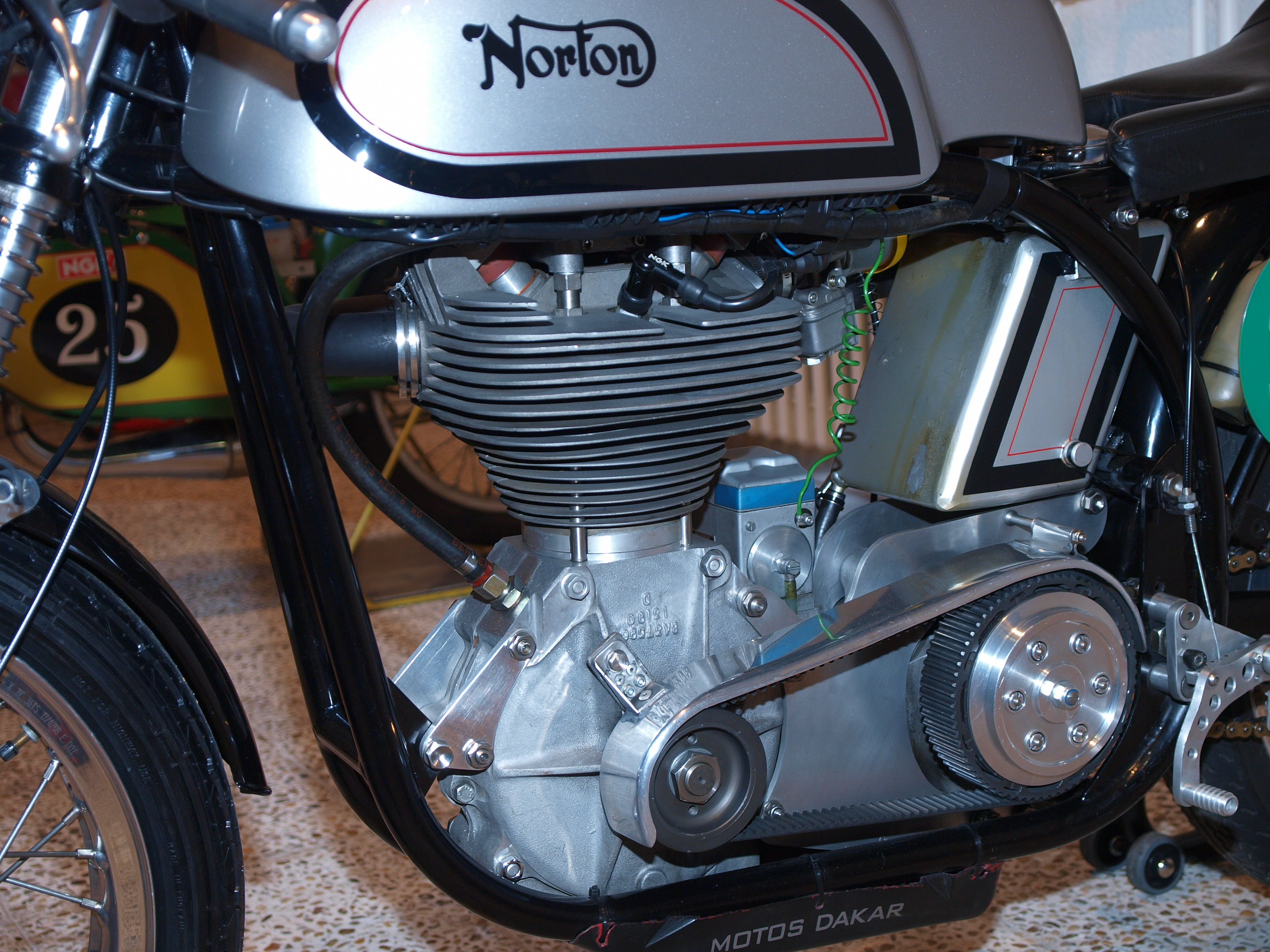
Monocylindre vertical sur Norton Manx 500 (1954).
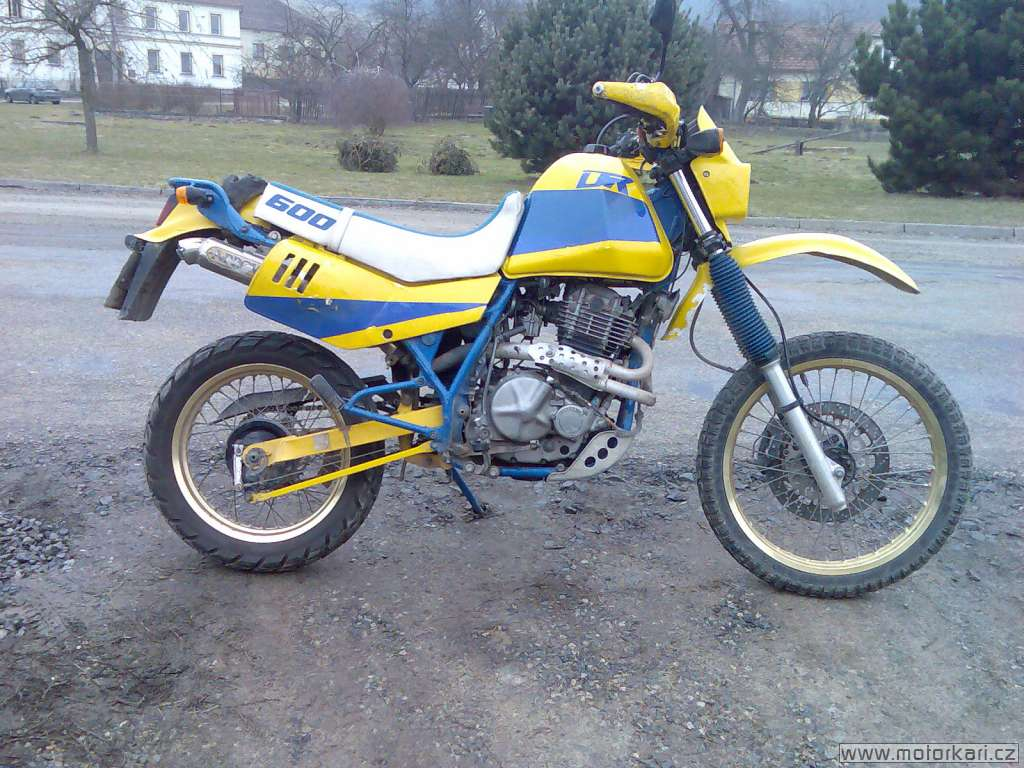
Monocylindre incliné vers l'avant sur Suzuki DR 600 (fin des années 1980).

## Architectures «classiques» à plusieurs cylindres

### Cylindres en ligne

schéma d'un moteur avec 5 cylindres en ligne

Les cylindres sont placés les uns à côté des autres et actionnent un arbre moteur commun. Dans l'industrie automobile, les moteurs de petite cylindrée sont souvent des moteurs avec cylindres en ligne. Depuis plus de 30 ans, les moteurs à quatre cylindres en ligne sont devenus la norme dans l'industrie automobile mondiale. Ces moteurs sont réputés pour leur douceur de fonctionnement.
Les moteurs à deux cylindres en ligne sont très répandus sur les motocyclettes, notamment depuis la fin des années 1940 avec le succès des modèles anglais comme les Triumph Tiger puis Bonneville, puis avec l'arrivée des marques japonaises à partir des années 1960. Les configurations à trois ou quatre cylindres en ligne sont également souvent utilisées sur les motocyclettes. L'un des modèles les plus célèbres de l'histoire de la moto, la Honda CB 750 Four, est ainsi, par exemple, équipé d'un moteur à quatre cylindres en ligne. Ces moteurs multi cylindres sont généralement disposés transversalement et verticalement (ou légèrement inclinés vers l'avant). Certains modèles puissants ont un moteur en ligne à axe longitudinal disposé verticalement, comme la Triumph Rocket à trois cylindres.

### Cylindres en V

Les cylindres sont alignés en deux rangs décalés d'un certain angle (de 15 à 135°), ce qui permet de raccourcir la longueur du moteur par rapport à une architecture en ligne. L'origine de cette architecture remonte aux années 1880, avec le moteur bicylindre Daimler Type P, breveté en 1887. 
La majorité des moteurs à six cylindres et plus, produits en 2005, étaient en V.
L'angle entre les cylindres d'un moteur en V peut être plus ou moins ouvert. Lorsque l'angle est de 90°,  on parle  de « cylindres en L », sans que le comportement du moteur soit sensiblement différent d'un autre moteur en V. Un moteur en V à 180° est appelé moteur à plat, à l'image du célèbre moteur Ferrari 12 cylindres à plat de Ferrari Testarossa.
Les moteurs bicylindres en V à axe transversal sont, depuis le milieu des années 1900, l'architecture préférée des constructeurs américains Harley-Davidson et Indian pour leurs modèles puissants. Des bicylindres en V  ont été et sont encore utilisés par plusieurs marques européennes comme Ducati ( moteur à 90° et axe transversal), Moto Guzzi (90°, axe longitudinal), Voxan (72°, axe transversal), etc., ainsi que par les marques japonaises, notamment sur leurs modèles cruisers ( Yamaha Virago, Suzuki Intruder, etc.) mais aussi routiers (Honda Deauville) ou trails (Honda Transalp).

### Cylindres opposés horizontalement ou à plat

Moteur Boxer en haut, et à manetons communs (en bas).

De part et d'autre du vilebrequin, les cylindres sont opposés, les pistons sont (presque) alignés deux par deux et se déplacent dans un même plan (horizontal). Trois types existent : les plus communs de type « Boxer » (manetons décalés à 180°), à plat à manetons communs, ou encore à plat à manetons décalés mais d'un angle différent de 180° (cas des 8 cylindres à plat par exemple). Ils apparurent dès 1896 (brevet de Carl Benz) et acquirent vite une popularité encore actuelle pour motoriser autos, motos et avions (Cf. plus bas pour des exemples).
Ces moteurs permettent d'abaisser le centre de gravité des véhicules. En aviation on apprécie notamment leur facilité de refroidissement en exposant les cylindres au flux d'air.
Dans un bicylindre à plat boxer, les forces d'inertie du 1er 2nd degrés sont équilibrées. Mais les couples d'inertie du premier et du second degré ne sont pas équilibrés à cause de l'embiellage rendant impossible l'alignement des cylindres deux à deux.
Dans un 4-cylindres à plat, les forces d'inertie du premier et du second degré sont équilibrés. Les couples d'inertie du premier degré sont équilibrés, ceux du second degré eux ne sont pas équilibrés mais tout de même préférables aux forces du second degré d'un 4 cylindre en ligne (faiblesse principale d'équilibrage du 4 cylindre en ligne). Dans un 6 cylindres boxer cette fois, forces et couples d'inerties du 1er et 2nd degrés sont enfin équilibrés (idem 12 cylindres à plat à manetons communs) et ce quelle que soit l'épaisseur des embiellages. Le cas du 8 cylindres à plat est lui variable selon les configurations (mais un équilibrage des forces et couples du 1er et 2nd degré est possible et souvent atteint).
Les moteurs à plat ne sont pas très fréquemment utilisés sur des motos, à l'exception notable de la marque BMW qui, depuis 1923, produit des modèles équipés de bicylindres boxer. Parmi les autres modèles de deux roues motorisés utilisant des moteurs à plat, on peut citer la Honda Goldwing, dotée d'un moteur six cylindres à axe longitudinal.

#### Exemples
- Voitures Panhard (deux, quatre et six cylindres) et véhicules militaires EBR et AML (douze-cylindres)
- Moteur bicylindre boxer Citroën de Citroën 2 CV, Dyane, Acadiane, Méhari, Ami 6 et Ami 8, LN et LNA; Citroën GS et GSA, Axel, Ami Super pour les quatre-cylindres) ;
- Volkswagen Coccinelle et Combi Volkswagen à moteur à plat boxer 4 cylindres;
- Fuhrmann-Motor de Porsche 356, et Porsche 911 « Flat-six »; Porsche Boxster (quatre ou six-cylindres); Porsche 917 (douze ou seize-cylindres)
- Ferrari Testarossa et son moteur Ferrari 12 cylindres à plat de 5 litres ; Ferrari Berlinetta Boxer (douze-cylindres)
- Subaru Impreza et Forrester  (quatre-cylindres) ; Outback et Legacy (quatre ou six-cylindres)
- Alfa Romeo (de l'Alfasud à l'Alfa 145 et 146) (quatre-cylindres);
- Chevrolet Corvair (six cylindres à plat, refroidi par air, 2,29 et 2,37 litres);
- Tucker '48 moteur Franklin O-335 (en) (six cylindres d'hélicoptère Bell)
- Motos BMW (bicylindres boxer) et Honda Gold Wing (quatre et six-cylindres) ;
- la plupart des moteurs d'avions légers en quatre et six cylindres (ex: Lycoming Engines)

### Cylindres en W
Ils peuvent être :

- À trois cylindres : chaque cylindre est décalé par rapport à l'autre d'un certain angle. Par exemple : angle du 1er par rapport au 2e : 15° ; angle du 3e par rapport au 1er : 30°. Appelé aussi moteur « en éventail ». Louis Blériot a traversé pour la première fois la Manche en 1909 avec son Blériot XI à moteur 3-cylindres en éventail Anzani.

- En V : les cylindres des deux lignes sont eux-mêmes disposés en quinconce, permettant de diminuer un peu la longueur du bloc. Exemples : moteur W12, comme le Napier Lion de Napier & Son et le Lorraine 12 E par Lorraine-Dietrich (France, 1924) qui équipait le Potez 25 ou l'Oiseau blanc ; Bugatti Veyron 16.4 et son W16.

### Cylindres en H

Le moteur en H est essentiellement la superposition de deux moteurs à plat (donc avec deux vilebrequins) avec mise en commun d'organes (carter et pompe à huile, etc.). 
Exemple : moteur Napier Sabre II à 24 cylindres, équipant notamment le Hawker Tempest et développant une puissance de 2 130 chevaux.

### Cylindres en U

Le moteur en U est un assemblage de deux moteurs en ligne dont les vilebrequins ont été reliés par l'intermédiaire d'un engrenage ou de chaînes.
Le concept de moteur en U a été développé entre autres par Ettore Bugatti avec son moteur King-Bugatti U-16 de 1916, et Bugatti Type 45 de 1928, ou étudié par Matra pour sa Bagheera, dont deux prototypes dénommés « U8 » ont été dotés d'un assemblage de deux moteurs Simca.
Pour que le montage soit possible, il faut que les deux moteurs aient leur culasses inversées l'une par rapport à l'autre pour que le côté admission (ou échappement) de chacun soit au centre du U. Dans le cas de la U8, deux versions du 1 294 cm3 Simca ont été utilisées : celle de la Simca 1000 Rallye et l'autre de la Simca 1100 ti.
On retrouve aussi un moteur en U sur les locomotives françaises CC 65500.

Moteur rotatif.

### Cylindres en étoile
Les cylindres sont répartis radialement autour du vilebrequin. Utilisé pour des moteurs d'avions et certains moteurs de motos (Megola, etc.).
Ces moteurs peuvent être rotatifs, l'ensemble des cylindres constituent alors le volant d'inertie.

### Moteur en carré
Il s'agit de moteurs à plusieurs vilebrequins parallèles.
Avantages :
- moins de longueur ;
- possibilité de monter des distributeurs rotatifs sur tous les cylindres (moteurs 2-temps).

## Architectures alternatives
L'architecture des moteurs à explosion à combustion interne a peu évolué dans son principe depuis le début du XXe siècle. De nombreuses architectures alternatives ont été élaborées avec des succès variés mais pour l'instant limités.

### Architectures produites en série

#### Moteur Wankel
Ce moteur, aussi appelé « moteur à piston rotatif », fut inventé et développé par Felix Wankel, qui vendit ensuite le brevet correspondant.

#### Moteurs à pistons opposés

Pistons opposés à plat

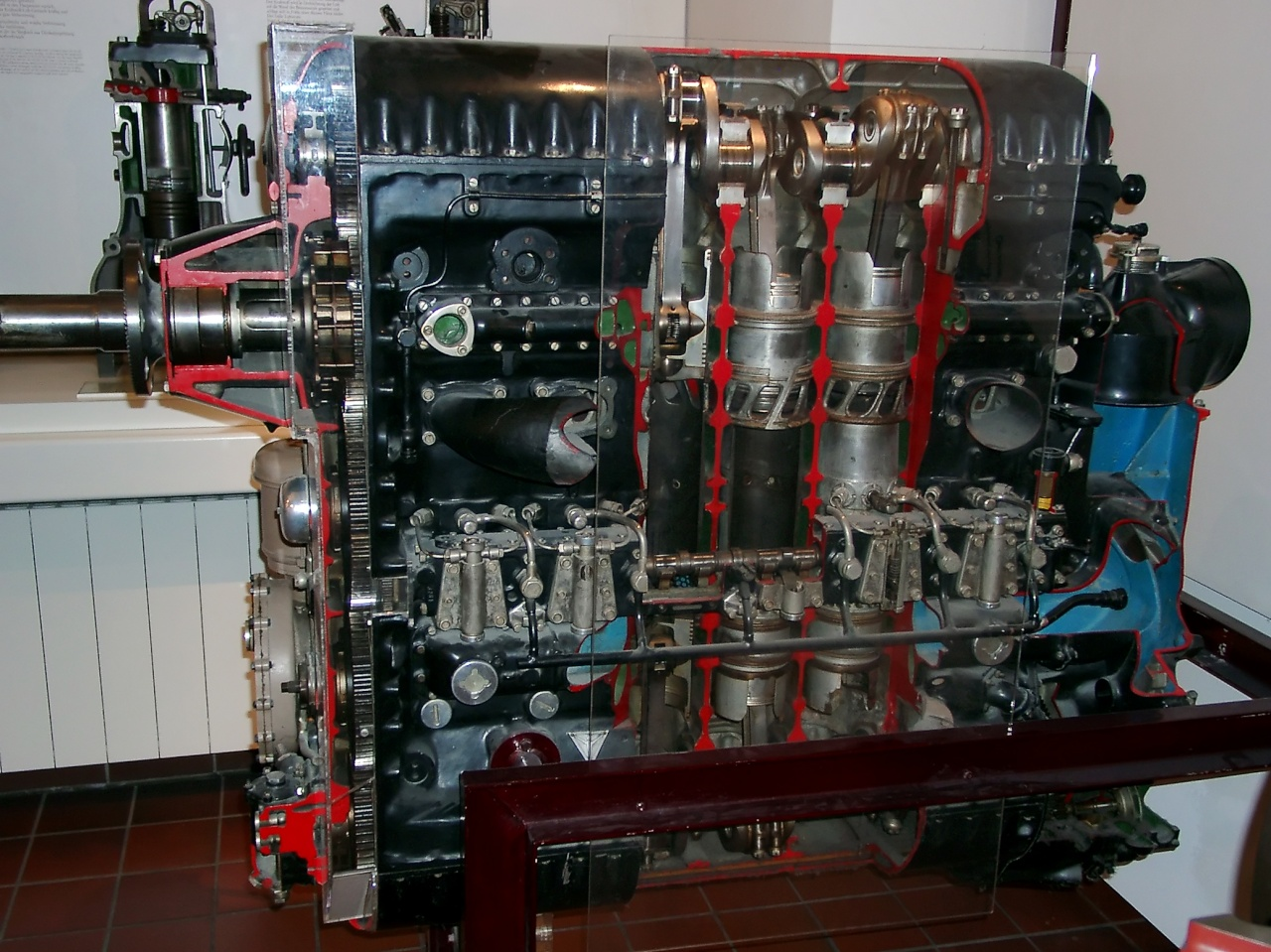
Junkers Jumo 205

Les moteurs à pistons opposés, à deux vilebrequins ou plus, ont eu leur heure de gloire à partir des années 1930. Ils ne se sont révélés efficaces qu'en cycle Diesel 2-temps et n'ont jamais été développés en version essence comme figuré sur cette animation.
Ils ont propulsé des vapeurs (USS Monitor), des sous-marins, des locomotives (Fairbanks-Morse 38D8 1/8 (en)), des chars d'assaut (Leyland L60 et Kharkov Morozov 6TD) et des avions (Junkers Jumo 205). Un système à un seul vilebrequin et culbuteurs a été développé par Sulzer (type ZG) et repris par la société MAP puis par Rootes-Commer sur le TS3,,,.

##### Moteur Napier Deltic

Fonctionnement

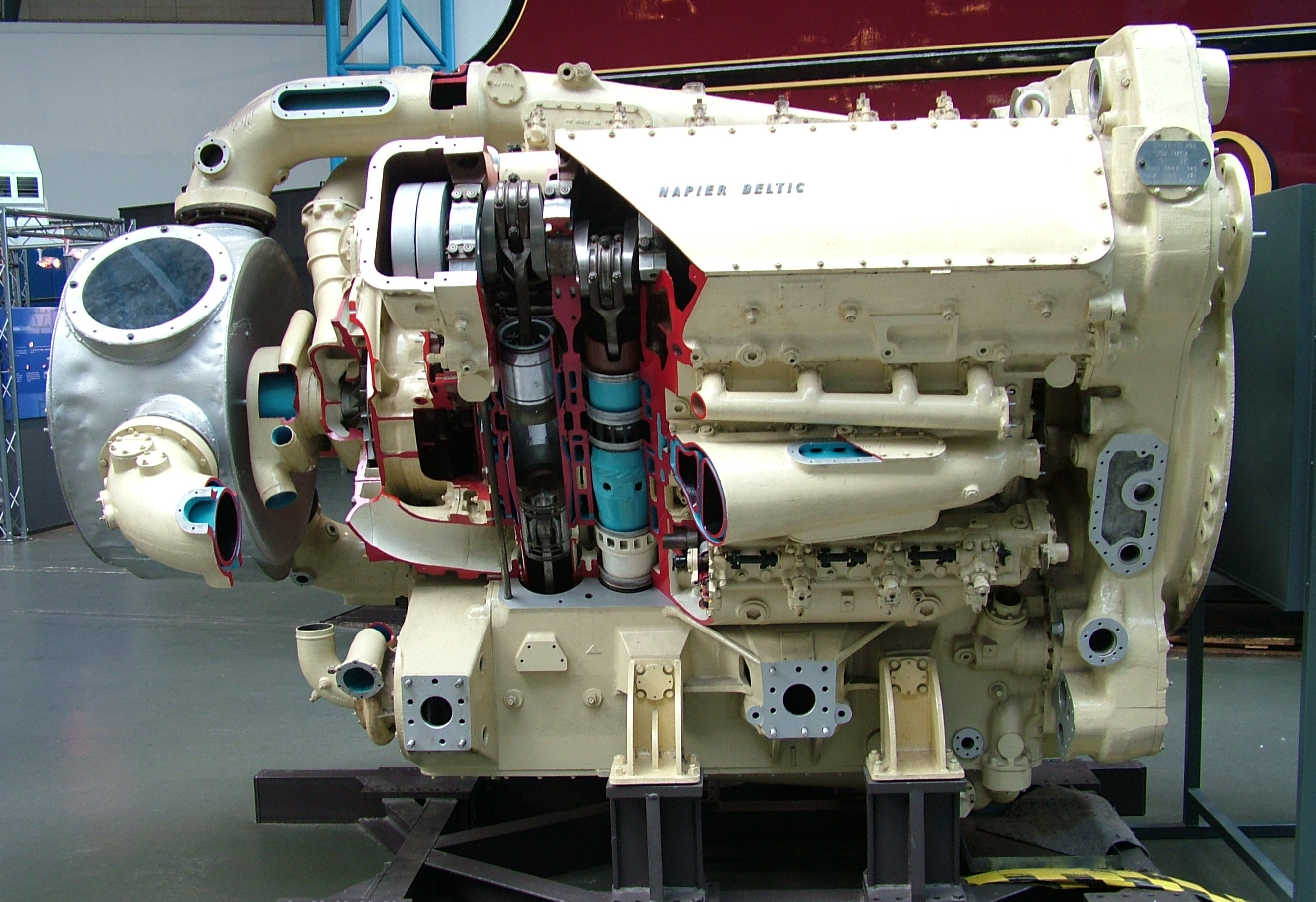
Moteur Napier Deltic pour locomotive

Ces moteurs de Napier & Son avaient trois vilebrequins, 18 cylindres et 36 pistons (ou, respectivement, 3, 9 et 18 pour la version demi-taille Deltic 9) dans une configuration en lettre Delta (Δ) à laquelle ils doivent leur nom. Produits et exploités dans les années 1950 à 1980 sur des locomotives et des vedettes rapides, ces moteurs étaient des diesels à deux temps et turbocompressés, l'air sous pression à l'admission chassant les gaz brûlés. Ils ont donné satisfaction mais pas suffisamment pour avoir une postérité.

#### Moteur à pistons libres
Dans ce type de moteur, le mouvement du piston répond uniquement à la pression du gaz, sans qu'une bielle(s) ou vilebrequin ne génère une rotation. Les configurations de base des moteurs à pistons libres sont à piston unique, à double pistons, ou à deux pistons opposés.
Ils ont été installés sur des navires de la Marine nationale française à la fin des années 1950, avant d'être retirés du service, et dans des centrales électriques où ils entraînent des turbines à gaz. À allumage spontané comme les Diesel, les moteurs à pistons libres permettent l'utilisation de carburants peu raffinés (type fioul, ou autres ; comme les huiles végétales ou d'origine animale).

### Architectures prototypées

#### Moteur Quasiturbine
Il s'agit d'un moteur à piston purement rotatif entrainant directement l'axe moteur, sans le mouvement radial des moteurs Wankel. Le rotor Quasiturbine est constitué de quatre pièces (pales) articulées. Il n'y a pas eu de prototype à combustion interne jusqu'à présent.

#### Moteur six-temps

##### Historique
Le premier moteur à « cycle composé quatre temps sans soupapes » (appelé parfois « à six temps »), a été créé par Giovanni Cargnelutti à Ospedaletto di Gemona (province d'Udine, Italie) durant l'entre-deux-guerres. Il a été baptisé « Centauro » par son inventeur. L'entreprise familiale Officine Meccaniche Valentino Cargnelutti, fondée par son père, a construit trois prototypes de motos et les a équipés avec des moteurs de 125 et 175 cm3.

##### Fonctionnement
La combinaison des cycles est obtenue au moyen de deux éléments moteurs travaillant selon deux cycles différents. La chambre d'explosion est unique. Il y a deux cylindres en tandem et deux pistons de diamètres différents. Le piston qui a le plus gros diamètre se déplace à un régime double de celui du piston de plus faible alésage. Le premier fonctionne selon le cycle à quatre temps, le second selon le cycle à deux temps.
L'aspiration se produit quand le piston de l'élément à quatre temps se déplace à partir du point mort haut. Pendant ce temps, le piston de l'élément à deux temps accomplit la moitié de sa course à partir du point mort bas. Par suite de la différence du diamètre des deux pistons, il se produit une dépression qui est comblée par les gaz qui arrivent par la lumière découverte par le piston et le distributeur rotatif.
Quand le mouvement inverse se produit pour le piston de l'élément à quatre temps nous avons le temps de compression au cours duquel le piston de l'élément à deux temps achève sa course et a masqué la lumière d'admission. Au temps de travail, les deux pistons se meuvent vers leur point mort inférieur. Au moment où le piston de l'élément à quatre temps est au point inférieur, le piston de l'élément à deux temps arrive seulement au milieu de sa course et démasque la lumière d'échappement. La remontée du piston de l'élément à quatre temps aide à l'expulsion des gaz.

##### Avantages
C'est d'abord la prolongation des phases d'admission et d'échappement. La commande desmodromique assure la possibilité de tourner à des régimes très élevés. Le rendement thermique est excellent, les gaz se détendent dans un plus grand espace que celui d'un quatre-temps classique et pendant un temps plus long et en outre une bonne partie de l'énergie, consommée au temps d'admission et à celui d'échappement se trouve récupérée.

##### Moteur Crower à six temps
Un moteur à six temps, dont les deux derniers temps sont faits avec de la vapeur produite par la chaleur des cylindres et pistons.

### Autres architectures

Moteur Scuderi à deux étages

Des architectures plus complexes ont été ou sont étudiées, pour certaines expérimentées, sans perspective d'industrialisation pour l'instant.

#### Moteurs à compression variables
En anglais : « Variable Compression Ratio » ou VCR.
Afin d'augmenter le rendement à régimes et charges intermédiaires, divers systèmes permettant de faire varier le taux de compression du moteur ont été étudiés depuis les années 1930. Les contraintes imposées par les différents systèmes, qui impliquent généralement des déplacements de parties importantes du moteur ont empêché la généralisation de la compression variable.
Un nouveau type de compression variable est en cours d'industrialisation avec le moteur MCE-5. Le principe utilisé qui n'implique aucun déplacement du vilebrequin ou des cylindres offre le gros avantage d'annuler les efforts latéraux sur les pistons, ce qui permet un gain supplémentaire important de rendement.

#### Divers moteurs à cames ont été étudiés

##### Le moteur Dynacam
C'est un moteur en barillet avec un arbre central dont les archives ne sont plus accessibles sur Internet. Les droits avaient été repris par la société Axial Vector engines, avant la disparition de cette dernière en 2012.
Il existe toutefois une version sauvegardée du site Dynacam https://dynacam-engine.com/oldhome.htm
Un des premiers brevets de moteur à pistons en barillets. On remarquera l'organe de transformation du mouvement rectiligne en mouvement de rotation. Ce type de moteur a équipé des navires rapides de petite taille, notamment en Allemagne dans les années 60/70. le principal avantage étant la compacité du moteur https://patentimages.storage.googleapis.com/e5/0f/af/351f51af79ab20/FR1364498A.pdf
Moteur à barillet à sortie simple muni de pistons à rouleaux doubles à double sortie
https://patents.google.com/patent/WO2003093662A1/fr

##### Le moteur Revetec
Un moteur à combustion contrôlée (en anglais : « controlled combustion engine », ou CCE) est un terme utilisé par la société Revetec pour caractériser un type de moteur à explosion conçu par Brad Howell-Smith. Il utilise deux cames contrarotatives à la place d'un vilebrequin. Les paires de cylindres sont opposées dans une disposition à plat ou en « X ».